# 226861 Elimaor
226861 Elimaor este un asteroid din centura principală de asteroizi.

## Descriere
226861 Elimaor este un asteroid din centura principală de asteroizi. A fost descoperit pe 14 octombrie 2004 la Observatorul Jarnac din Vail-Jarnac. Asteroidul prezintă o orbită caracterizată de o semiaxă mare de 2,70 ua, o excentricitate de 0,14 și o înclinație de 5,1° în raport cu ecliptica.